# Crocidura barapi
Crocidura barapi — вид ссавців із родини Soricidae. Зустрічається в Індонезії.